# 西貢市
西貢市（英語：Sai Kung Town）又稱西貢墟（英語：Sai Kung Market）或西貢市中心（英語：Sai Kung Town Centre），是位於香港新界東部西貢區的小型市鎮，靠近西貢半島，面向西貢海。西貢市位處鄰近地區各鄉村的中心，所以附近的地區亦稱為「西貢」。
由於西貢半島大部分地方未開發，是香港的「後花園」；而西貢市位於市區和西貢半島之間，交通便利，故此成為遊客往返西貢半島等郊野地方的重要中途站，因此食肆商店林立，每逢假日遊人如鯽。將軍澳新市鎮發展前，該處是西貢區最主要的已建區，因此區內重要公共設施，如西貢政府合署、西貢街市、西貢戶外康樂中心等亦位於此。

## 名稱

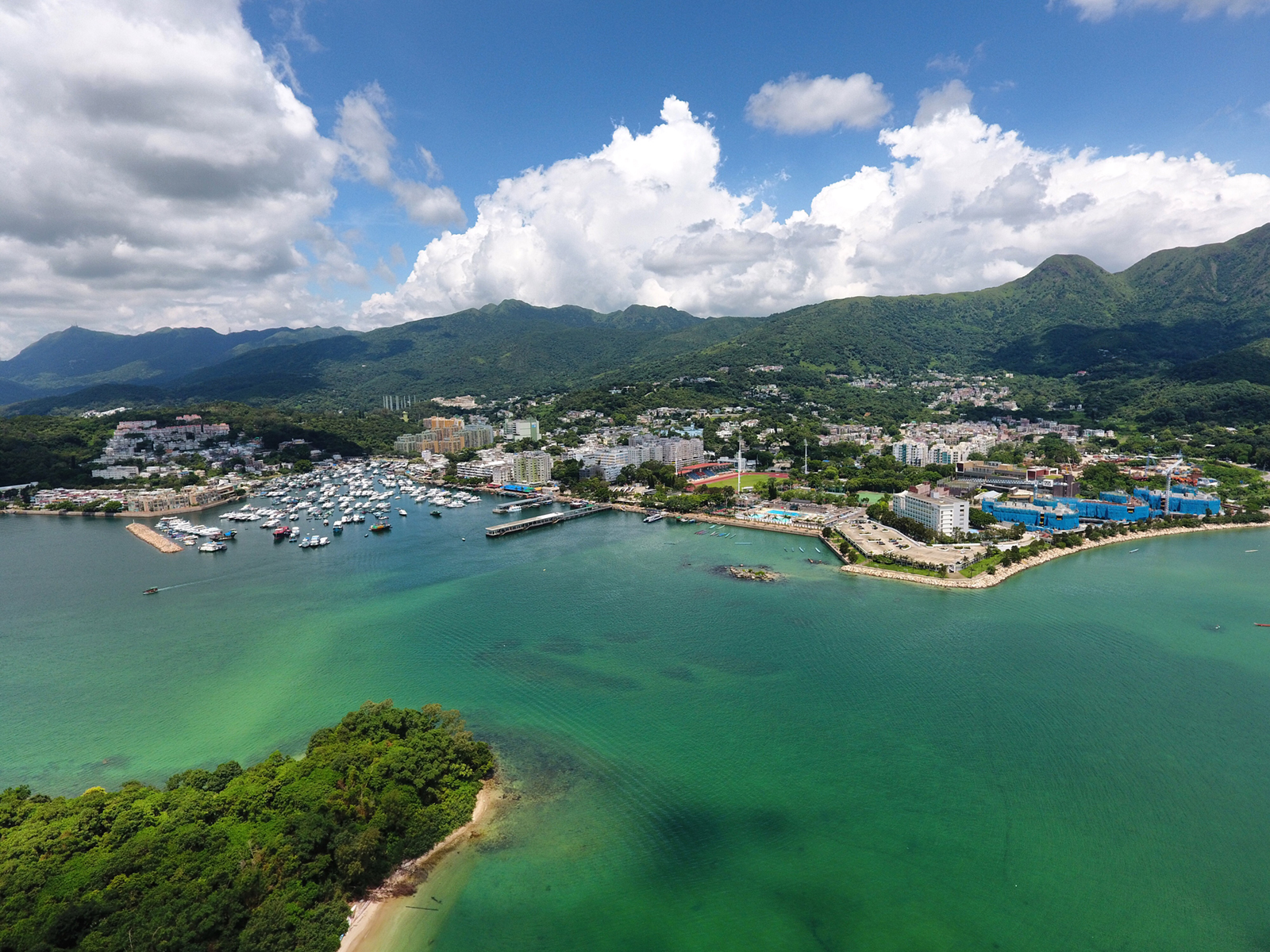
航拍西貢市（2017年）

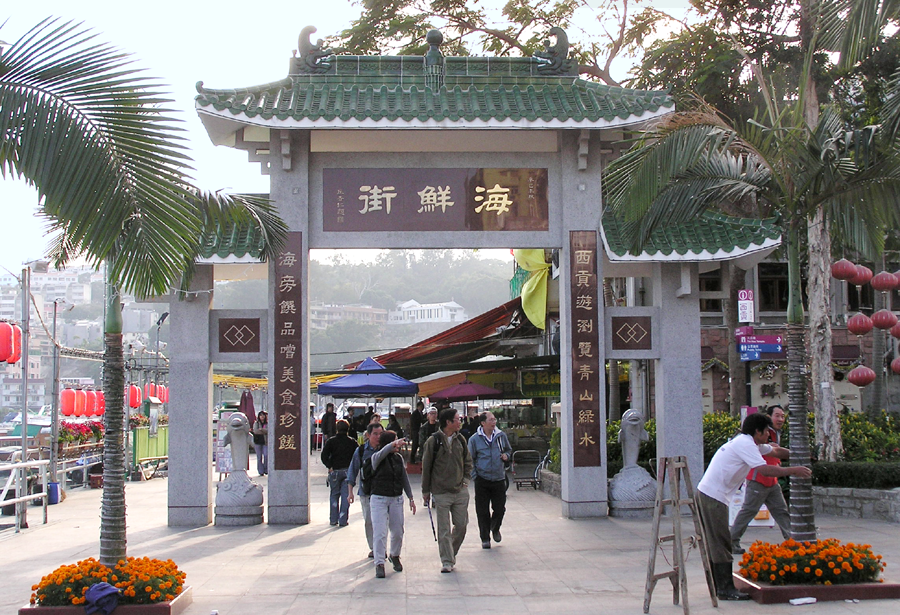
西貢海鮮街是當地著名景點，海鮮食肆林立

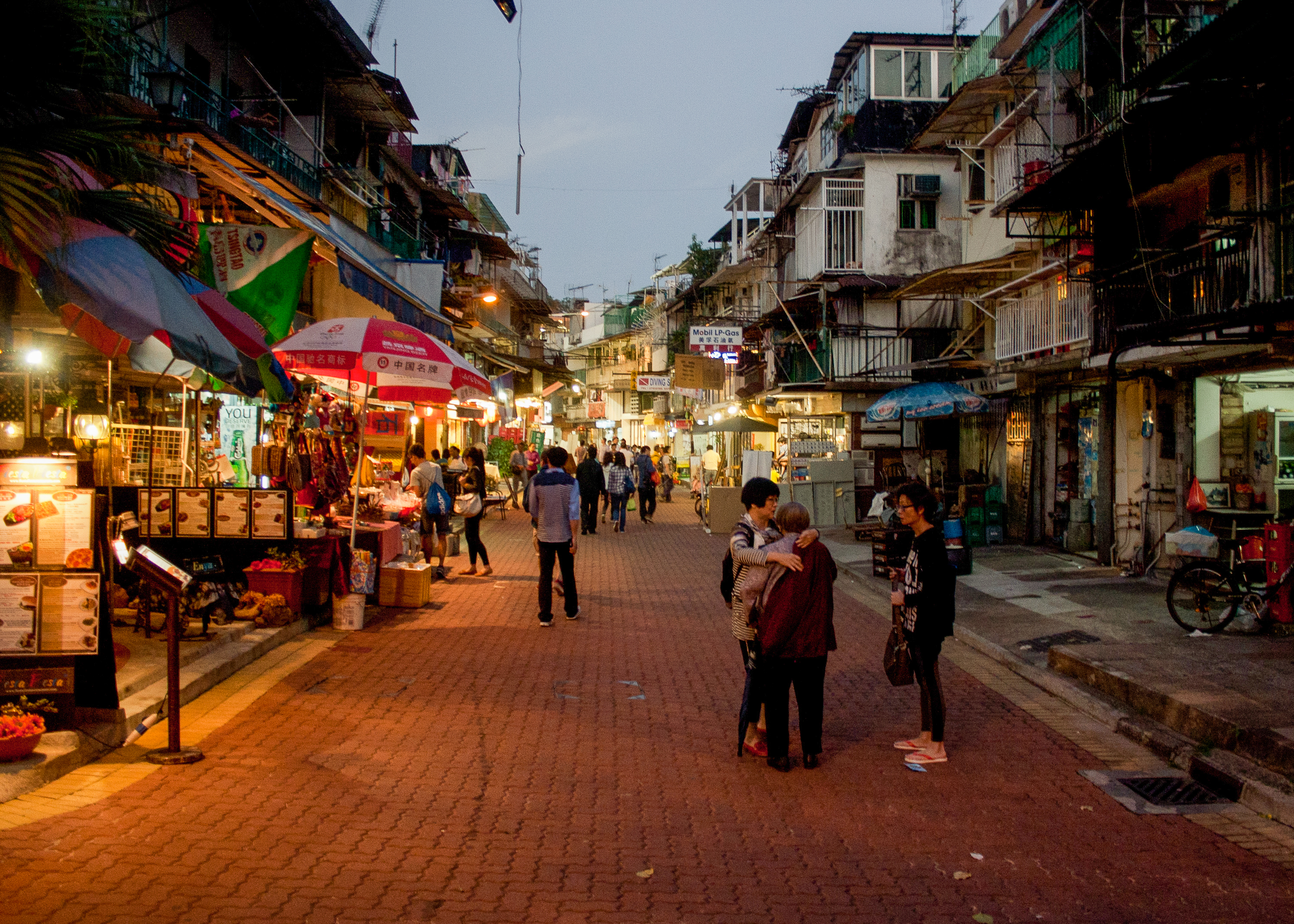
西貢市場街有多間傳統食肆和快艇電機維修老舖（2013年）

西貢市作為中文地名較少人使用；現代中文「市」多指城市，較少指《康熙字典》所指的市集。而英文名，意譯應為西貢鎮，但西貢墟並未視為香港新市鎮之一。西貢市、多出現於政府刊物，例如西貢墟一帶的地契，多以Sai Kung Town Lot No.起首，再配上編號，又或者規劃西貢墟、西貢對面海土地用途的城市規劃圖則，名為「西貢市分區計劃大綱圖」（英語：Sai Kung Town Outline Zoning Plan; Sai Kung Town OZP）。值得一提，西貢墟別稱西貢市中心，而西貢墟、西貢對面海所在的區議會選區，亦名叫西貢市中心，但英文名為。

## 歷史

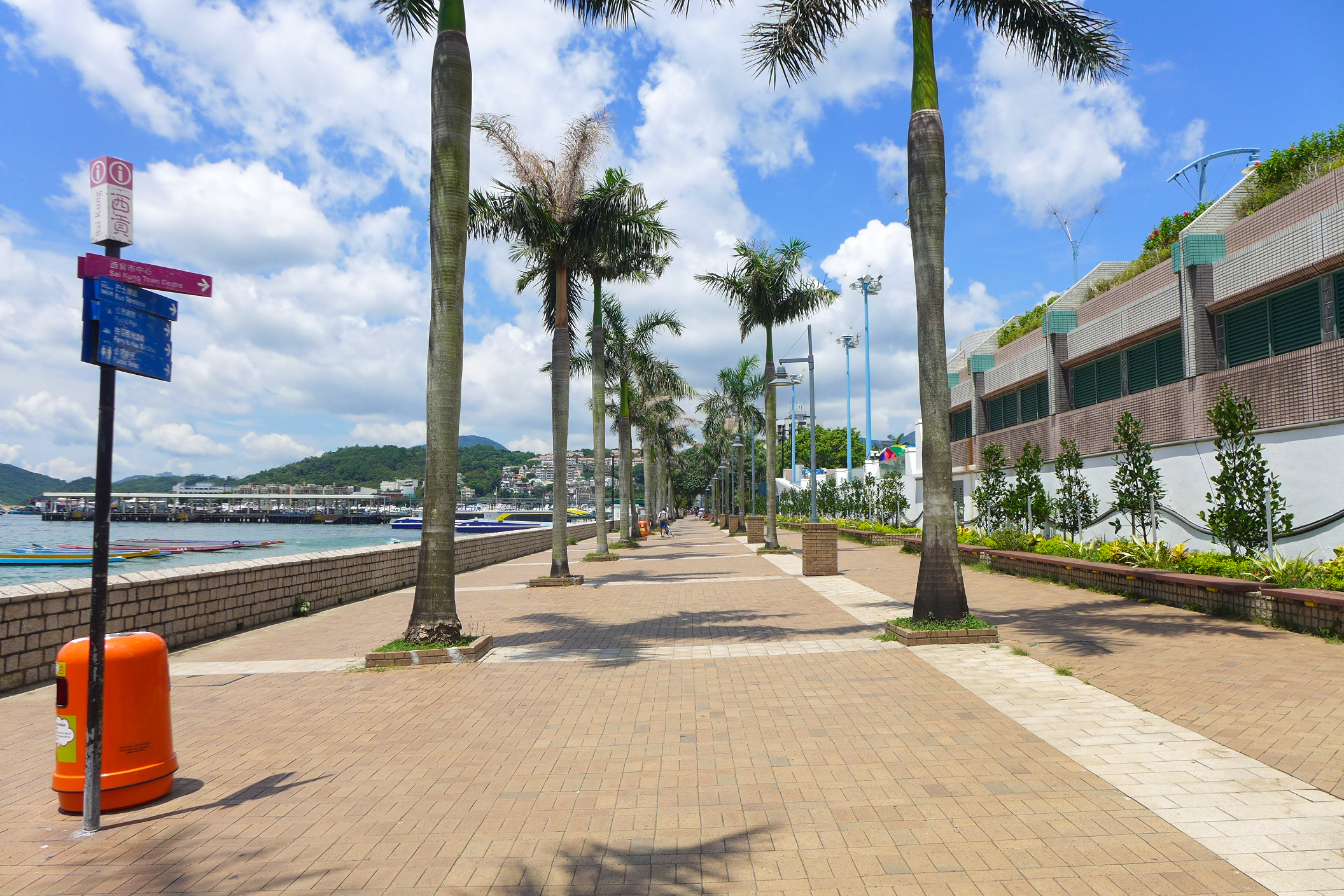
西貢市內的海濱長廊

西貢墟開墟的年份已不可考。西貢墟是以地名「西貢」為命名；據稱「西貢」最早見於1866年出版，根據西米安·獲朗他尼神父 ( 義大利語：Simeone Volonteri；又名和神父、安西滿主教、其姓又譯華倫泰理）的資料所繪製的《新安縣全圖》。雖然該圖亦受到學者的批評，認為整體未盡完善，甚至有香港學者推敲該圖錯標聖山（即杯渡山、屯門山）為「清山」，或引起後世改叫屯門山為青山。故此「西貢」一名，是否源自該圖，值得考究。而西貢一帶（蠔涌、沙角尾及北港）早於明朝已有人居住。在一本1910年在美國出版的航海指南之中，在現今西貢墟附近亦標示有「西貢村」（英語：the village of Sai Kung）的存在。
而根據香港中文大學學者科大衛（英語：David Faure）的考據，清朝康熙、嘉慶兩版本的《新安縣志》，均沒有記載西貢一帶有任何墟市:121。雖然科氏亦認為《新安縣志》只收錄定期市集的名稱，只代表該縣志未及收錄所有設有市集與商店的地名，並不代表新安縣只有在縣志內列出的市集:21。而他進一步推敲，在現代稱為西貢區一帶之中，最早可追溯的市集，應位於糧船灣洲東丫的天后廟附近，以供陸上居民與糧船灣一帶的水上人交易。以該天后廟的古鐘可以追溯到西曆1741年估計（歷史僅次於佛堂門大廟，但佛堂門大廟實際上面對北佛堂海域，與糧船灣海牛尾海屬不同海灣），該市集應該在18世紀已發展完善:121-122。相反現時位於位西貢墟（西貢舊墟）的天后廟，或只有過百年歷史（只可追溯到曾於1916年重建:125）。但科氏的推論亦忽略蠔涌車公廟早於明代或以前建成，在沒有文字記錄下，以文物及人類學推論西貢的墟市發展史，實未完善。而然糧船灣天后廟一帶的經濟亦隨官門海峽變為萬宜水庫而式微，映照糧船灣與西貢墟兩地的興衰。
根據科氏的考據，在1898年租借新界之前，西貢墟已成為居住西貢一帶的村民、漁民到來進行買賣的地方:124。而該地域另一個墟市位於坑口，服務牛尾海南部的居民:124。兩墟均設有船廠:124。而根據他的推敲，第一次世界大戰時期，香港殖民地政府對維港實施管制，船隻需要接受駐港英軍的檢查，故此助長位於維港以外的西貢墟，成為補給熱點:125。而殖民地政府亦在西貢墟附近設立警署:125（西貢分區警署現位於西貢墟普通道），天主教差會則在西貢墟附近設立西式學校等等:125（位於油麻莆；行政上及選舉上現時均不屬於西貢市分區計劃大綱圖及西貢市中心選區，雖然只與西貢墟天后廟一街之隔），均逐漸提升西貢墟在區內的地位。
其後西貢墟受到多個因素所影響而繼續發展。例如新界環迴公路系統、西貢公路的建立，令到西貢墟來往香港市區大大方便。而在二戰及中華人民共和國建政後，據稱西貢墟亦曾受惠，曾經成為走私熱點之一。為興建萬宜水庫、設立火石洲、牛尾海操炮區等等，殖民地政府更搬遷水陸居民到西貢墟、對面海、白沙灣一帶居住，例如萬宜灣新村、沙咀新村、官門漁村、萬宜漁村、滘西新村等等，使西貢墟發展為西貢的市中心，直至近年才被將軍澳新市鎮所取代。而原新界理民府之一的西貢民政事務處（中文名曾名為西貢理民府，現屬民政事務總署，但英文名不變），曾位於西貢墟內的親民街34號西貢政府合署，但現已搬到位於將軍澳坑口的西貢將軍澳政府綜合大樓。而前述安置居民的萬宜灣新村、沙咀新村，以及將軍澳新市鎮，不少土地均是填海造地而來，大大影響西貢墟、將軍澳、坑口等地的地貌。在地方治理上，除殖民地政府的架構外，西貢一帶的居民（西貢北約、坑口除外）亦成立自治組織西貢鄉事委員會，現時西貢鄉事委員會旗下的村落（原居民及非原居民村）、街道、漁民灣頭之中，不少因前述的搬遷而位於西貢墟多層大廈之內，成為香港各衛星市鎮中較獨有的現象。而政府亦繼續為該批鄉村舉行鄉郊代表選舉（或稱村代表/村長選舉）。
無論西貢墟的原居民，或是由西貢一帶被政府重新安置於西貢墟的水上人，均有不少人以捕魚為生。因為經濟發展，西貢墟亦逐漸跟隨漁民轉型，發展成一個進食海鮮的勝地，供西貢本地及非本地居民享用。今日西貢公眾碼頭沿街都是這些擺賣海鮮的攤檔，並且有一些海鮮菜館。而周遭的海域亦設有養魚排，例如政府指定的麻南笏、雞籠灣、滘西、大頭洲、吊杉灣、糧船灣魚類養殖區，提供海鮮予西貢墟及其他香港魚市場。現時仍有漁民於牛尾洲一帶潛水捕捉海膽，以供開設於西貢墟的自家海鮮菜館出售。
西貢墟附近設有碼頭，受到避風塘所保護，停泊有不少香港僅餘的蜑家戎克船（即中國帆船）。但隨著漁民多已上岸定居，故此不再以船為家。而近年更隨著漁業式微，船隻都已改作消遣之用。

## 人口
香港政府並沒有對西貢墟有獨立的公開統計資料。相反西貢市分區計劃大綱圖內的範圍，與西貢市中心選區剛好接近。故此以西貢墟與對面海兩社區所組成的西貢市中心選區，可以用來估算西貢市的人口。根據2016年中期人口統計，西貢市中心選區人口9,623人，是整個西貢區議會所有選區之中，人口最少的一個選區。
雖然香港政府沒有公佈新界各村的原居民、居民選民數字，但西貢墟內萬宜灣新村、沙咀新村仍有舉辦原居民村代表選舉去估計，西貢墟仍有不少新界原居民居住。但是香港水上人並未納入新界原居民的法律定義之中，故此難以準確估計西貢墟有多少人口及其祖先，於1898年之前已經居住西貢一帶。
而早年立墟時存在的油麻莆村、灰窰下村，早已消失，村民改為居住多層大廈。兩者現僅存於地名油麻莆、灰窰下（位於西貢墟灰窰里）。
再者西貢一帶漁農業式微，據稱西貢一帶的村民部分已於1960年代到如英國、美國、馬來西亞等地出國謀生。然而基於來往香港市區的交通因道路發展而變得方便，吸引不少外來人口遷入，當中不少為外籍人士（非華裔人士）。根據2016年中期人口統計，西貢市中心選區的9,623人之中，有191人報稱為白人（約2%西貢市中心人口；比全港平均值略高），而菲律賓人、印尼人則各有207及279人，雖然後兩者未知有多少為外籍家庭傭工。報稱其他種族或多過一個種族的人士共有248人。而華人（統計不分籍貫）則佔90%或 8,698人，比全港平均值92%略低。
在康熙年間，本住於大埔林村的成氏太公被山賊殺害，其遺孀跟兒子們改嫁到馬鞍山大水坑的張氏，而張太公為了成氏依然能夠開枝散葉的好意，讓成氏後代先到孟公屋成家。為了報答張氏的恩情，每年的農曆年初二，兩家都會「互拜麒麟」。

## 景點
近年，西貢市陸陸續續進駐了許多特色小店及精品小食，集中在西貢海濱公園、舊墟、宜春街及市場街一帶，漸漸發展出一個充滿歐陸風情的悠閒文化。

## 社區設施
- 西貢政府合署
- 西貢海濱公園
- 西貢鄧肇堅運動場
- 惠民路遊樂場
- 西貢網球場

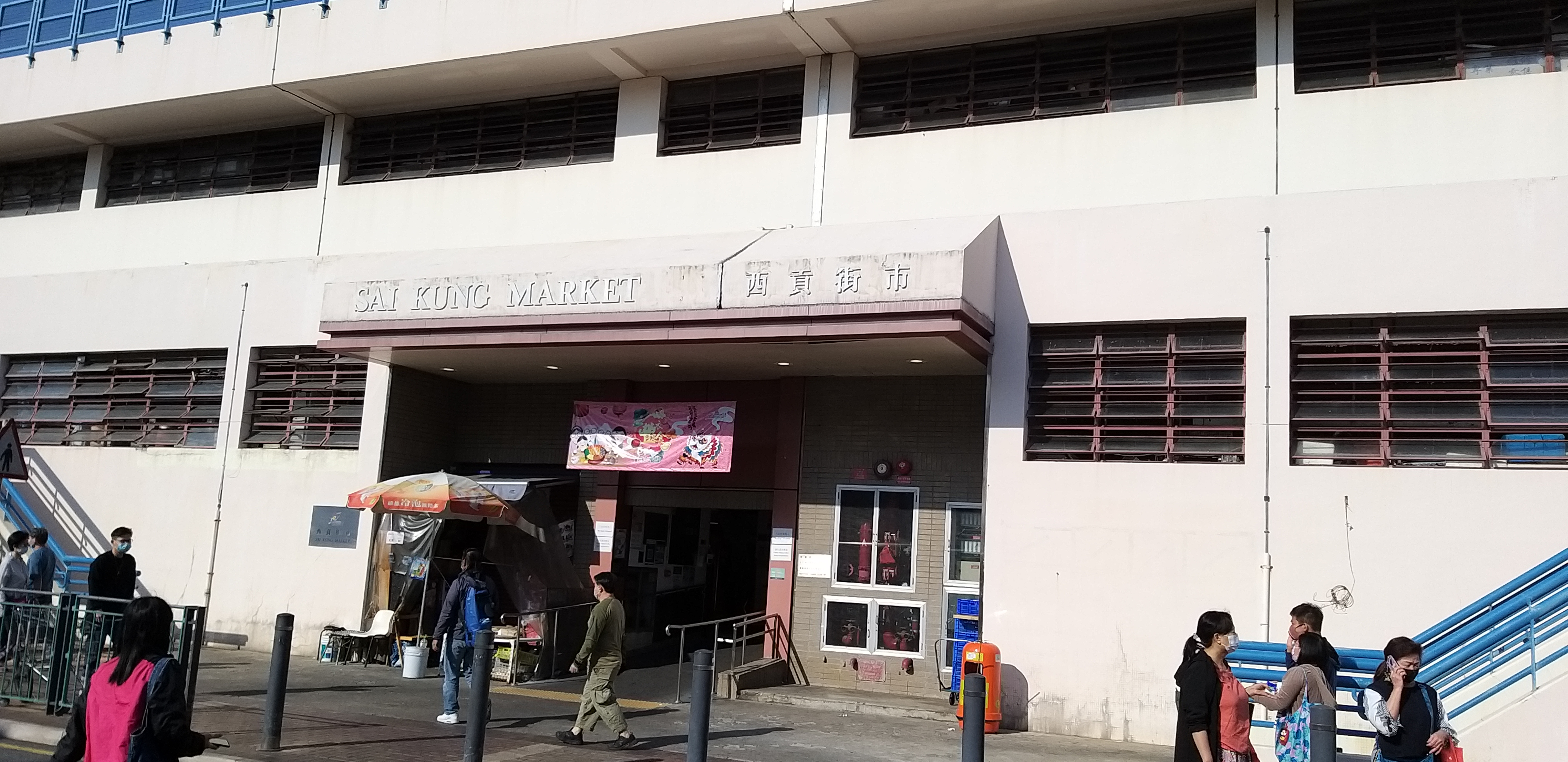
西貢街市（2021年）

- 西貢鄉事委員會西貢區社區中心賽馬會綜合服務處
- 西貢游泳池
- 西貢公園
- 西貢街市
- 西貢公共圖書館
- 西貢戶外康樂中心（西貢市市界之內，但地理上位於對面海）
- 西貢體育館及市鎮廣場位於西貢美源街，鄰近西貢鄧肇堅運動場，地盤面積約3.3公頃

## 氣候
| 西貢 (1994-2023)    | 西貢 (1994-2023) | 西貢 (1994-2023) | 西貢 (1994-2023) | 西貢 (1994-2023) | 西貢 (1994-2023) | 西貢 (1994-2023) | 西貢 (1994-2023) | 西貢 (1994-2023) | 西貢 (1994-2023) | 西貢 (1994-2023) | 西貢 (1994-2023) | 西貢 (1994-2023) | 西貢 (1994-2023) |
| 月份                | 1月              | 2月              | 3月              | 4月              | 5月              | 6月              | 7月              | 8月              | 9月              | 10月             | 11月             | 12月             | 全年             |
| ------------------- | ---------------- | ---------------- | ---------------- | ---------------- | ---------------- | ---------------- | ---------------- | ---------------- | ---------------- | ---------------- | ---------------- | ---------------- | ---------------- |
| 历史最高温 °C（°F） | 25.5 (77.9)      | 27.8 (82.0)      | 30.1 (86.2)      | 32.7 (90.9)      | 36.0 (96.8)      | 36.2 (97.2)      | 37.2 (99.0)      | 37.0 (98.6)      | 35.1 (95.2)      | 34.1 (93.4)      | 30.4 (86.7)      | 27.8 (82.0)      | 37.2 (99.0)      |
| 平均高温 °C（°F）   | 18.0 (64.4)      | 18.5 (65.3)      | 20.9 (69.6)      | 24.5 (76.1)      | 28.3 (82.9)      | 30.7 (87.3)      | 31.7 (89.1)      | 31.3 (88.3)      | 30.2 (86.4)      | 27.5 (81.5)      | 24.0 (75.2)      | 19.7 (67.5)      | 25.4 (77.7)      |
| 日均气温 °C（°F）   | 15.7 (60.3)      | 16.2 (61.2)      | 18.7 (65.7)      | 22.3 (72.1)      | 25.9 (78.6)      | 28.2 (82.8)      | 29.0 (84.2)      | 28.7 (83.7)      | 27.8 (82.0)      | 25.3 (77.5)      | 21.7 (71.1)      | 17.3 (63.1)      | 23.1 (73.6)      |
| 平均低温 °C（°F）   | 13.6 (56.5)      | 14.3 (57.7)      | 16.8 (62.2)      | 20.5 (68.9)      | 24.0 (75.2)      | 26.2 (79.2)      | 26.7 (80.1)      | 26.4 (79.5)      | 25.8 (78.4)      | 23.4 (74.1)      | 19.7 (67.5)      | 15.1 (59.2)      | 21.1 (70.0)      |
| 历史最低温 °C（°F） | 2.8 (37.0)       | 4.7 (40.5)       | 7.4 (45.3)       | 11.9 (53.4)      | 15.2 (59.4)      | 20.3 (68.5)      | 22.7 (72.9)      | 22.8 (73.0)      | 19.4 (66.9)      | 15.3 (59.5)      | 8.9 (48.0)       | 4.7 (40.5)       | 2.8 (37.0)       |
| 平均降雨量 mm（）   | 39.4 (1.55)      | 38.2 (1.50)      | 72.0 (2.83)      | 118.8 (4.68)     | 329.0 (12.95)    | 487.5 (19.19)    | 318.2 (12.53)    | 392.7 (15.46)    | 287.9 (11.33)    | 130.0 (5.12)     | 43.9 (1.73)      | 26.0 (1.02)      | 2,283.6 (89.91)  |
| 平均相對濕度（％）  | 74               | 80               | 82               | 84               | 84               | 83               | 81               | 82               | 78               | 73               | 72               | 69               | 78               |
| 来源：香港天文台    |                  |                  |                  |                  |                  |                  |                  |                  |                  |                  |                  |                  |                  |

## 交通

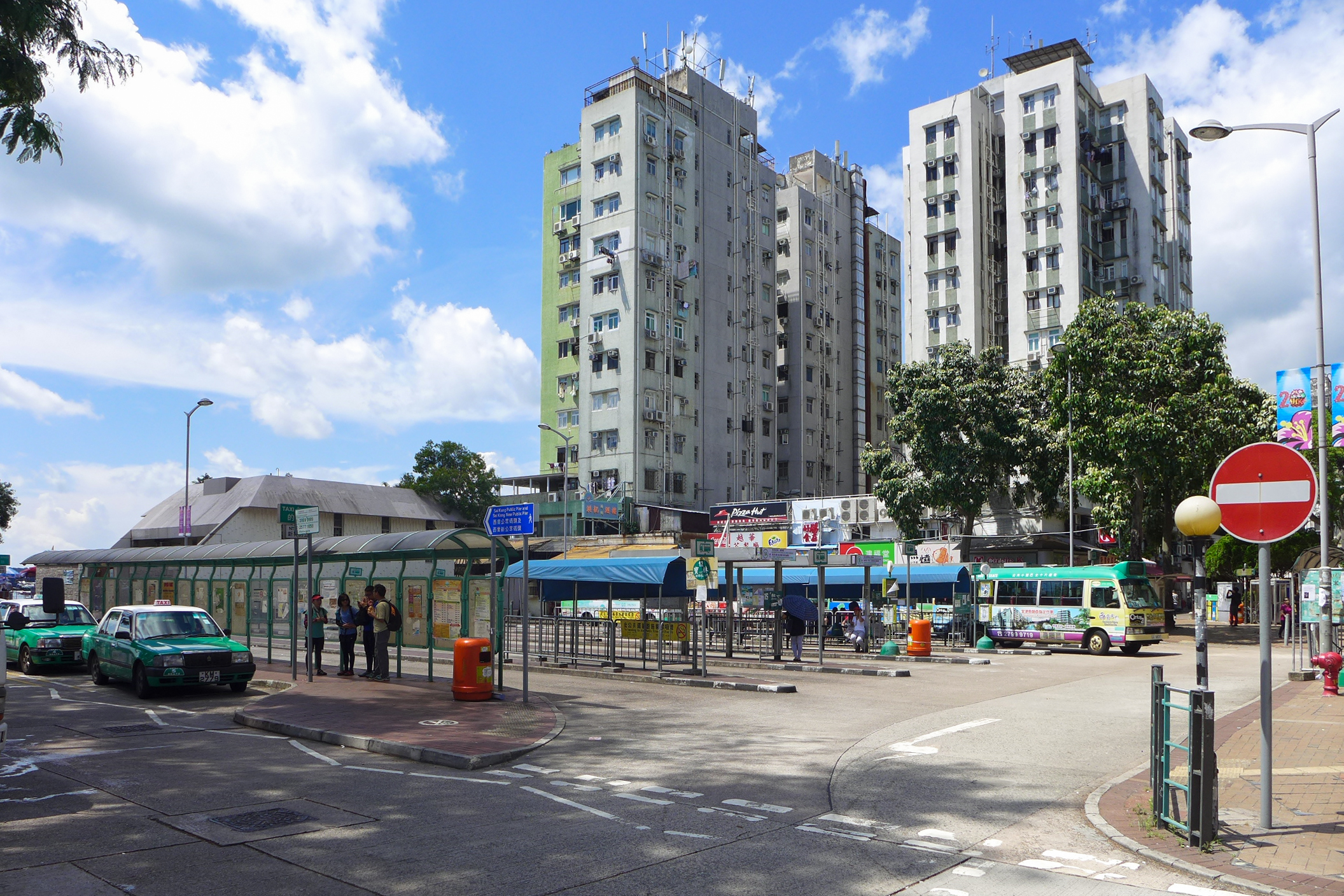
西貢公共運輸交匯處

香港開埠初年來往西貢一般只能利用海路，直到1940年代日佔時期日軍興建西貢公路連接至清水灣道，最初只有單車徑般闊度，1955年才擴闊至現有闊度。
由於西貢人口並不多，一般都是靠巴士和小巴來往，主要集中來往港鐵彩虹站、鑽石山站、坑口站、烏溪沙站、沙田，乃市區進入西貢的中轉站。
另外西貢亦有巴士和小巴路線通往北潭涌、黃石碼頭和海下灣等西貢鄉郊地方。西貢市亦有兩個主要公眾碼頭，有定期和租賃的船隻，前往西貢海的多個島嶼。

## 圖集

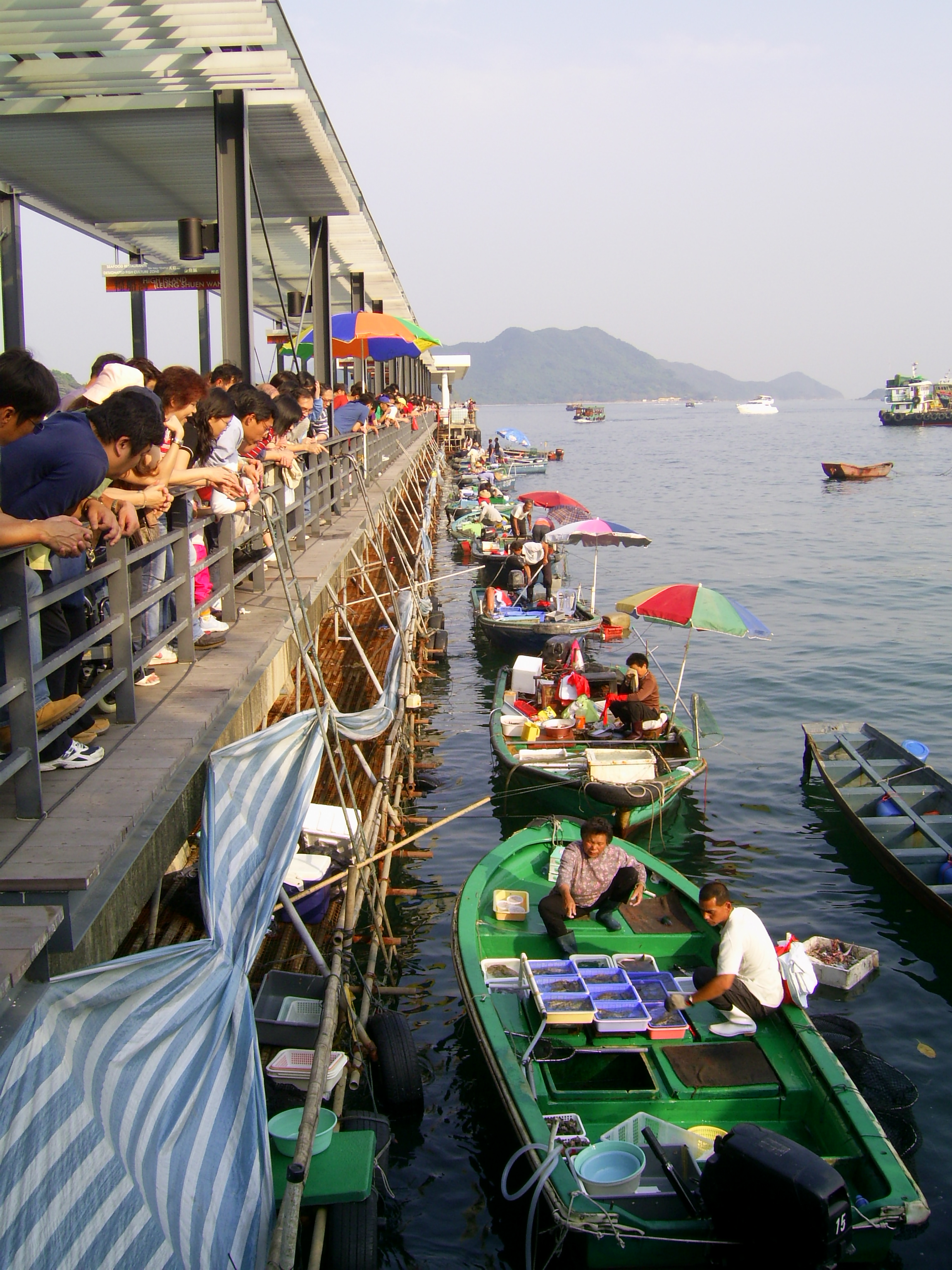
西貢公共碼頭及西貢海旁廣場的海鮮魚販市場
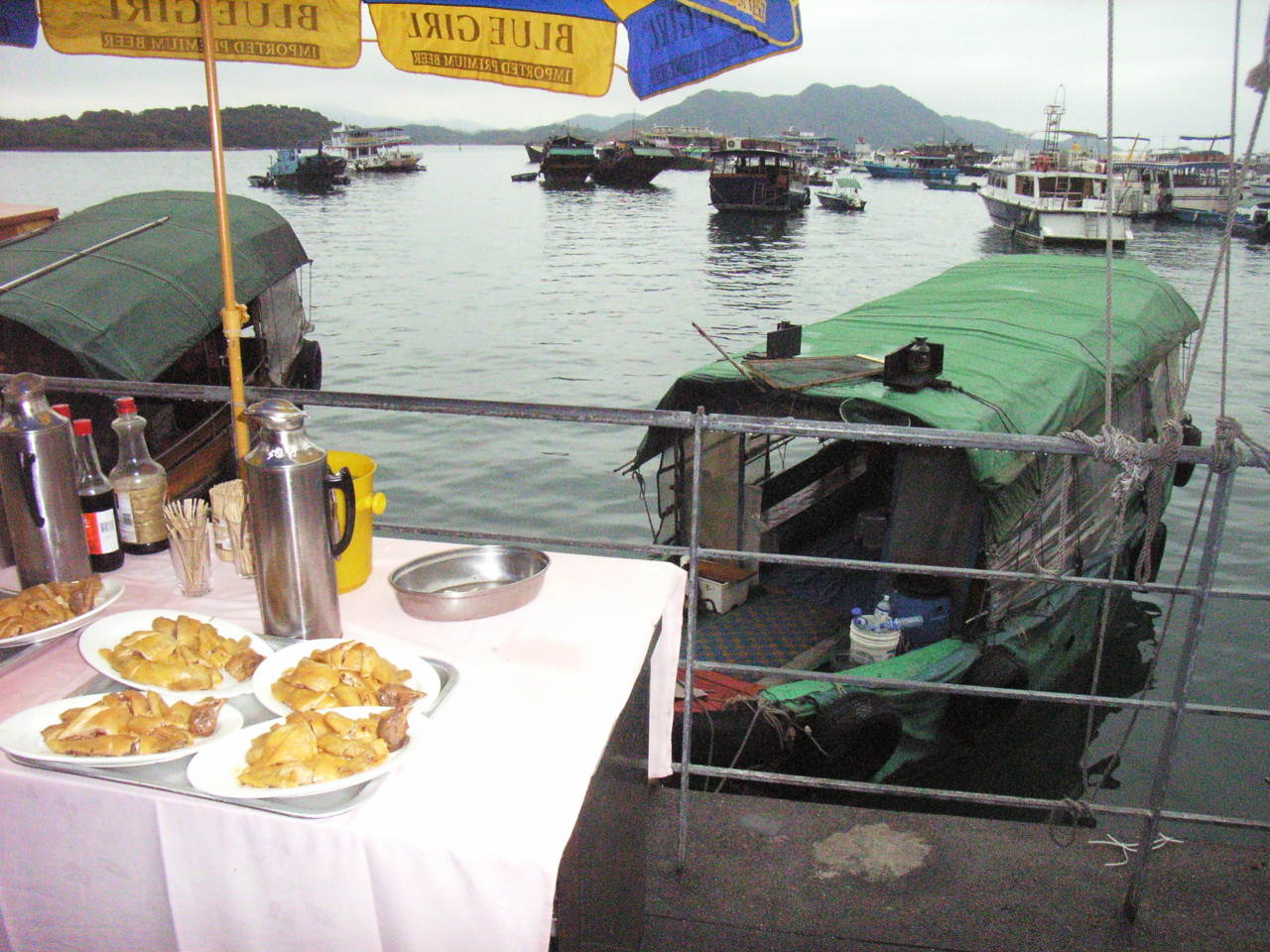
西貢常見的交通工具之一舢舨
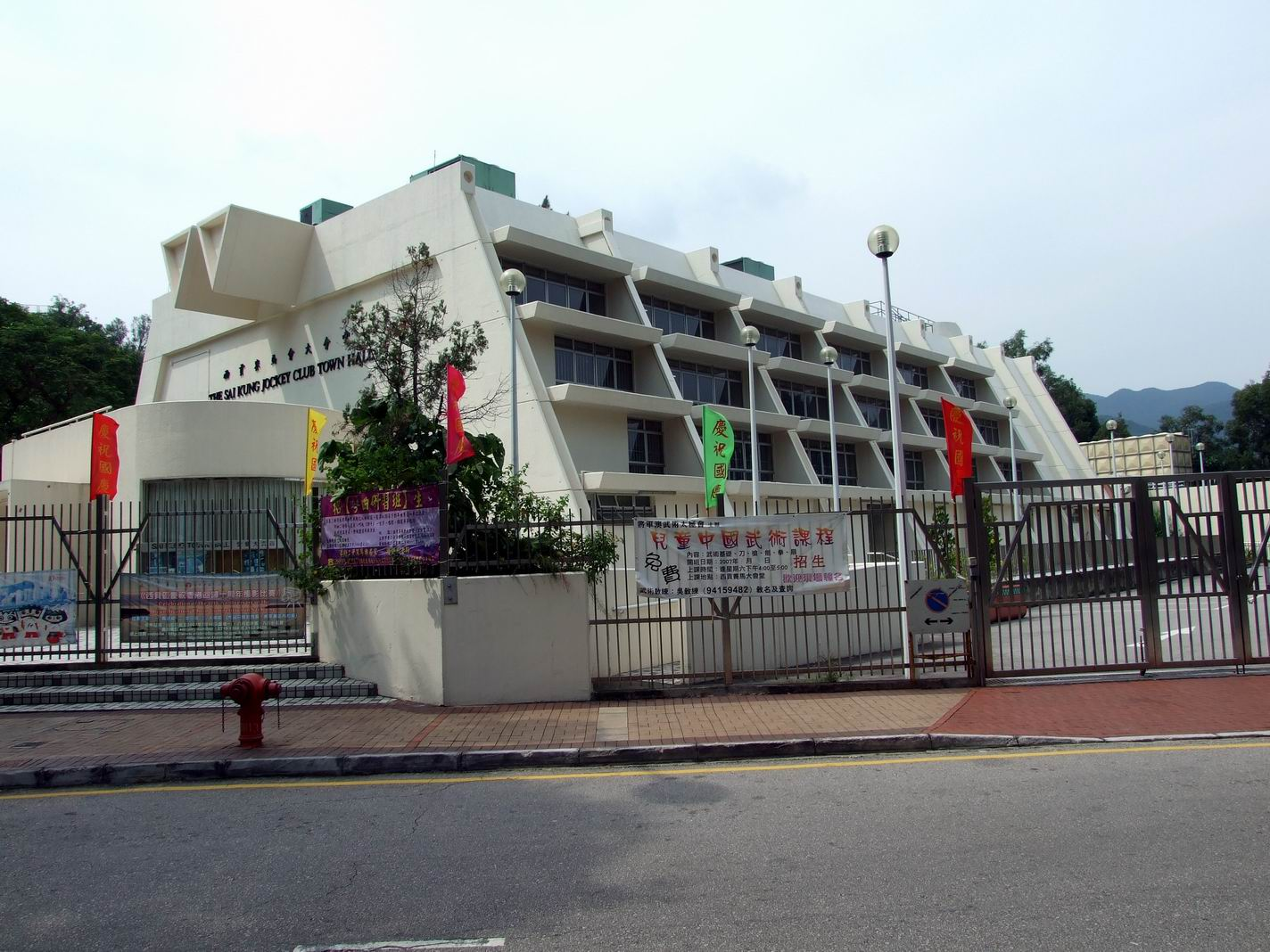
西貢賽馬會大會堂
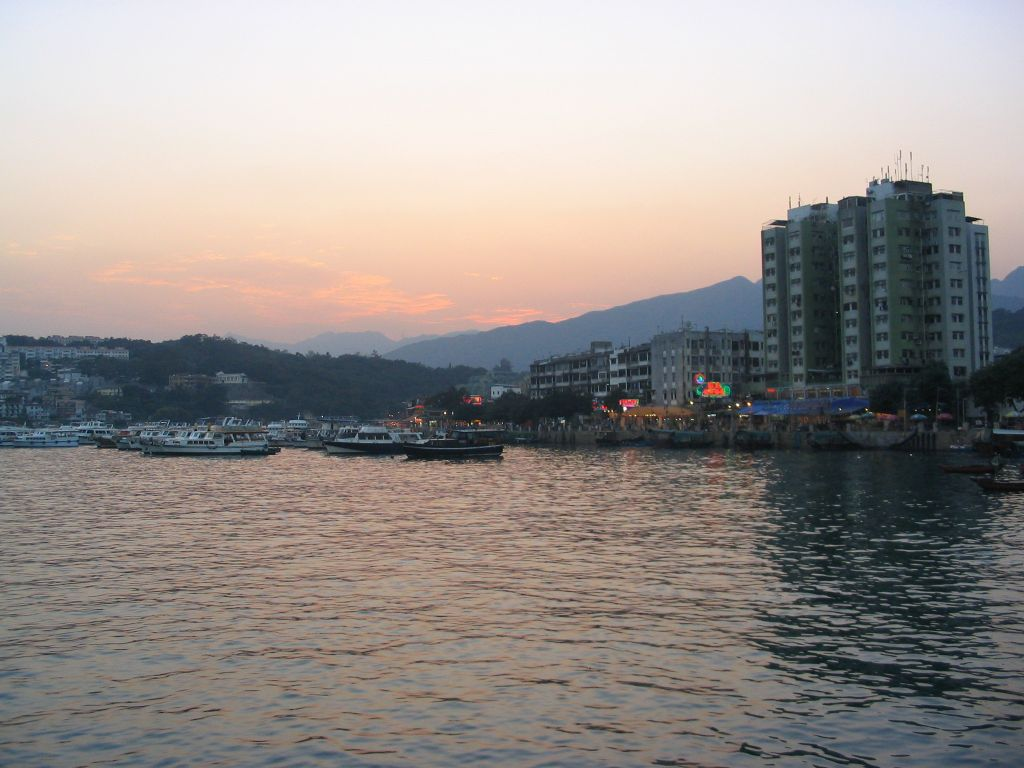
黃昏下的西貢市中心
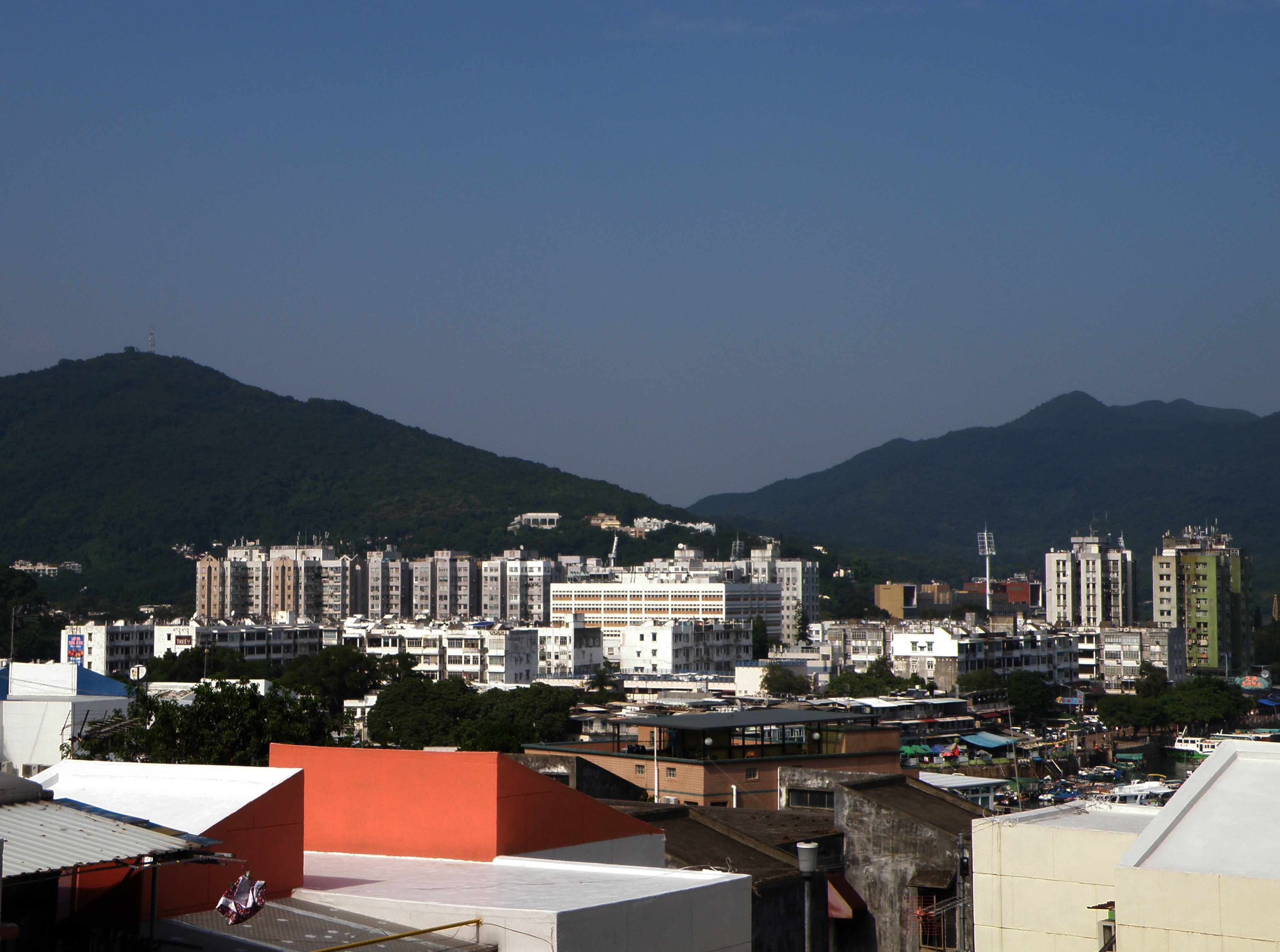
西貢市（2015年）
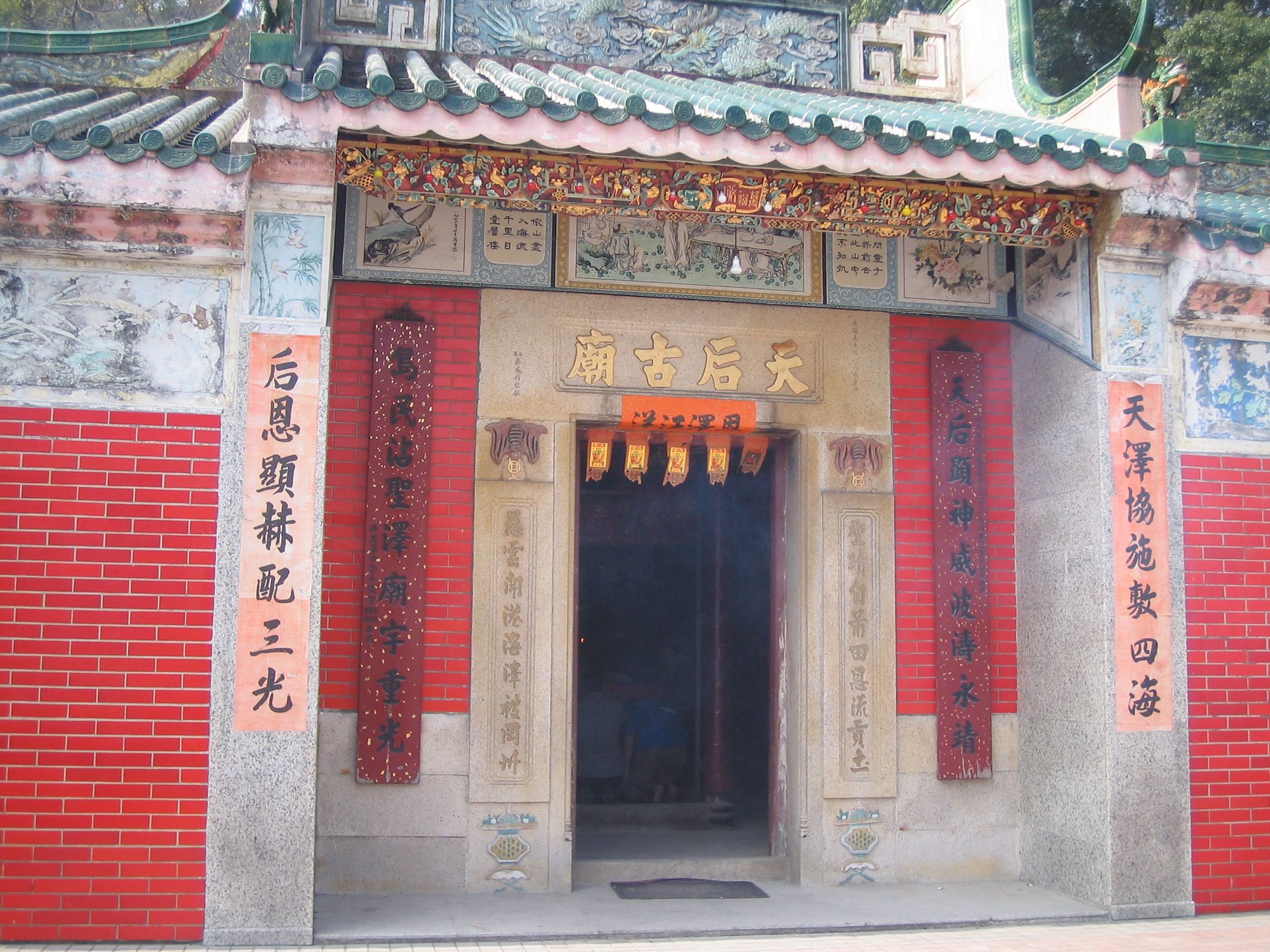
西貢市天后古廟，乃昔日漁村必有建築

## 區議會議席分佈
西貢墟人口不達到選區人口下限，所以往往加入對面海而組合為西貢市中心選區，選出一名區議員。
| 年度/範圍                                        | 2000-2003      | 2004-2007      | 2008-2011      | 2012-2015      | 2016-2019      | 2020-2023      | 2024-2027      |
| ------------------------------------------------ | -------------- | -------------- | -------------- | -------------- | -------------- | -------------- | -------------- |
| 西貢公路(自康健路)、普通道、大網仔道(至沙下)以東 | 西貢市中心選區 | 西貢市中心選區 | 西貢市中心選區 | 西貢市中心選區 | 西貢市中心選區 | 西貢市中心選區 | 西貢及坑口選區 |

註：以上主要範圍尚有其他細微調整（包括編號），請參閱有關區議會選舉選區分界地圖及條目。

## 相關電視製作
- 大步走 (2021)
- We Miss Hong Kong STAY-cation晉級賽 (2021)

## 外部連結
- （英文） Sai Kung Map
- （英文） Sai Kung Eastmount （页面存档备份，存于）
- （英文） Sai Kung Homes （页面存档备份，存于）
- （英文） Sai Kung Magazine - The best free magazine in Sai Kung and Clearwater Bay （页面存档备份，存于）
- （英文） Explore Sai Kung - Sai Kung portal （页面存档备份，存于）
- 西貢旅遊網 （页面存档备份，存于）
- 西貢市衛星地圖 （页面存档备份，存于）
- （中文） 西貢碼頭如何去 （页面存档备份，存于）